# Valdelacasa de Tajo (kommun)
Valdelacasa de Tajo är en kommun i Spanien.   Den ligger i provinsen Provincia de Cáceres och regionen Extremadura, i den centrala delen av landet, 160 km sydväst om huvudstaden Madrid. Antalet invånare är 468.